# Alexandru Jizdan
Alexandru Jizdan (n. 13 iunie 1975, Geamăna, Anenii Noi) este deputat din partea PDM în Parlamentul Republicii Moldova, a fost Ministru al Afacerilor Interne al Republicii Moldova în perioada 20 ianuarie 2016 - 8 iunie 2019, în componența Guvernului Pavel Filip‎. Anterior, între anii 2015-2016, a fost director-adjunct al Serviciului de Informații și Securitate al Republicii Moldova.

## Biografie

### Studii
Alexandru Jizdan a absolvit Academia de Poliție „Ștefan cel Mare” în 1997. În perioada 2007—2008 a făcut studii postuniversitare la Academia de Administrare Publică de pe lângă Președintele Republicii Moldova.

## Activitate profesională
Alexandru Jizdan, în perioada anilor 1997-2014, a activat în organele Ministerului Afacerilor Interne, prima funcție fiind cea de inspector în Direcția de combatere a crimei organizate și corupției a Inspectoratului General de Poliție, mun. Chișinău. A avansat la funcția de șef al acestei direcții, post pe care l-a ocupat doar o lună. Ulterior, Alexandru Jizdan a fost angajat la Direcția generală a poliției judiciare, unde a ocupat diferite funcții: șef de serviciu, șef de secție, inspector superior pentru cazuri excepționale. În 2006 ajunge la Departamentul servicii operative al MAI, pe care l-a condus în perioada 2008 – 2010. Din 2010 până în 2014 a fost șeful Direcției generale servicii operative a Departamentului de poliție.
Din 2015 până în 2016, Alexandrul Jizdan a ocupat funcția de șef-adjunct al Serviciului de Informații și Securitate.
În ianuarie 2016, Alexandru Jizdan s-a întors la Ministerul Afacerilor Interne, în calitate de ministru al instituției. În august 2016, la propunerea premierului Pavel Filip, Alexandru Jizdan a fost avansat în grad de General. Decretul a fost semnat de președintele Nicolae Timofti.

## Activitate politică
Alexandru Jizdan a câștigat mandatul de deputat în Parlamentul Republicii Moldova din partea Partidului Democrat din Moldova la alegerile parlamentare din 24 februarie 2019 pe circumscripția nr. 34, Anenii Noi. În cadrul ultimului congres al PDM, din 7 septembrie 2019, a fost ales secretar general al partidului.

## Viață personală
Aexandru Jizdan este căsătorit cu Nelea Jizdan (Croitoru) și are 3 copii: Bogdan, Mihai și Răzvan.